# Thiodina pseustes
Thiodina pseustes är en spindelart som beskrevs av Chamberlin, Ivie 1936. Thiodina pseustes ingår i släktet Thiodina och familjen hoppspindlar. Inga underarter finns listade i Catalogue of Life.